# Рокур-э-Флаба
Року́р-э-Флаба́ (фр. Raucourt-et-Flaba) — коммуна во Франции, находится в регионе Шампань — Арденны. Департамент — Арденны. Административный центр кантона Рокур-э-Флаба. Округ коммуны — Седан.
Код INSEE коммуны — 08354.
Коммуна расположена приблизительно в 210 км к северо-востоку от Парижа, в 85 км северо-восточнее Шалон-ан-Шампани, в 26 км к юго-востоку от Шарлевиль-Мезьера.

## История
С 1560 по 1642 год Рокур-э-Флаба был частью Седанского княжества.

## Население
Население коммуны на 2008 год составляло 869 человек.
| 1962 | 1968 | 1975 | 1982 | 1990 | 1999 | 2008 |
| ---- | ---- | ---- | ---- | ---- | ---- | ---- |
| 1092 | 1196 | 1102 | 973  | 923  | 906  | 869  |

## Администрация
| Период | Период | Фамилия         | Партия | Должность                |
| ------ | ------ | --------------- | ------ | ------------------------ |
| 1995   | 2006   | Жан Сомсон      | левый  | член генерального совета |
| 2007   | 2008   | Кристиан Лабель |        |                          |
| 2008   |        | Вероник Дюрю    |        |                          |

## Экономика
В 2007 году среди 539 человек в трудоспособном возрасте (15—64 лет) 367 были экономически активными, 172 — неактивными (показатель активности — 68,1 %, в 1999 году было 62,6 %). Из 367 активных работали 332 человека (193 мужчины и 139 женщин), безработных было 35 (20 мужчин и 15 женщин). Среди 172 неактивных 39 человек были учениками или студентами, 55 — пенсионерами, 78 были неактивными по другим причинам.

## Фотогалерея

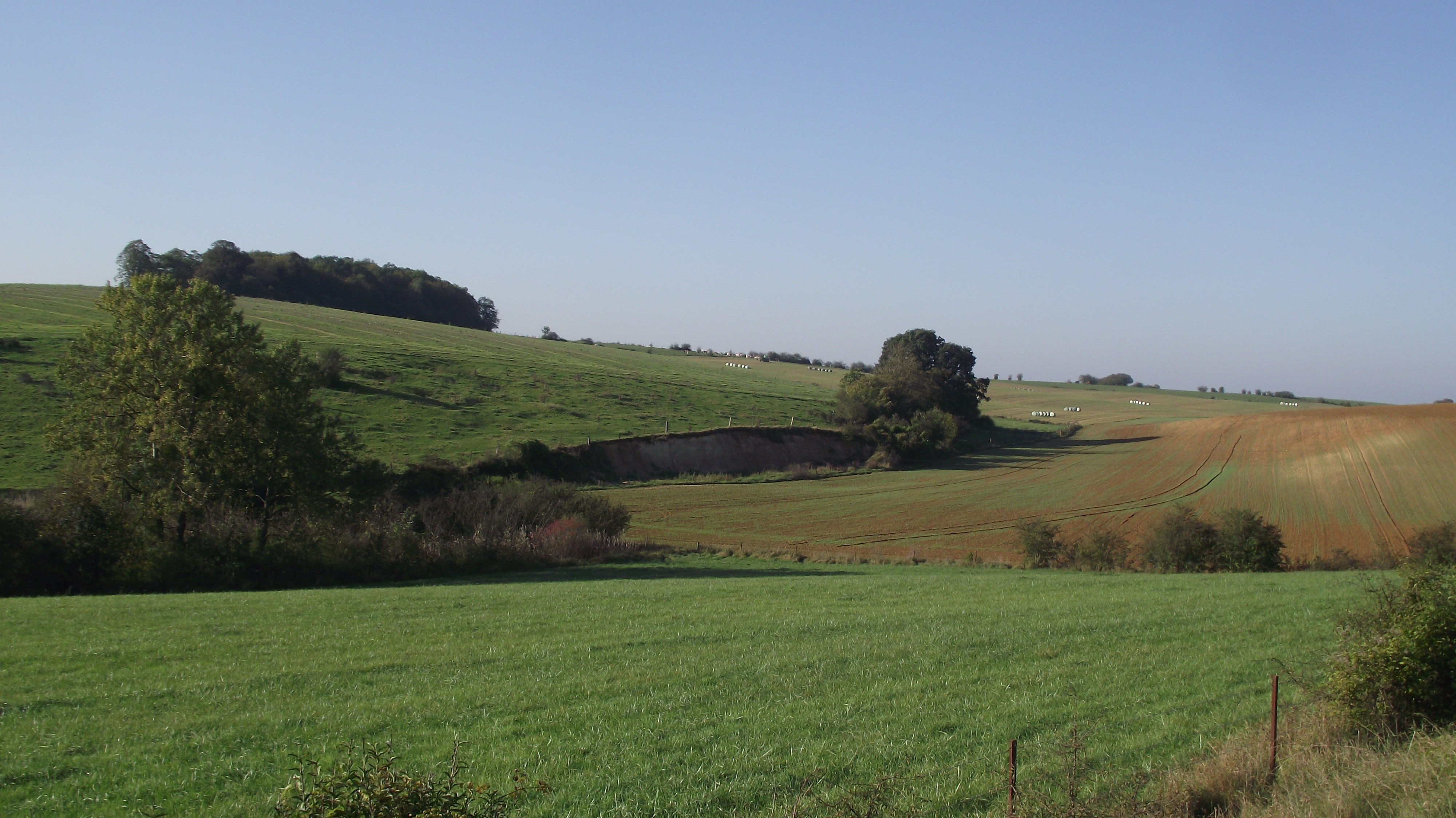
Рокур
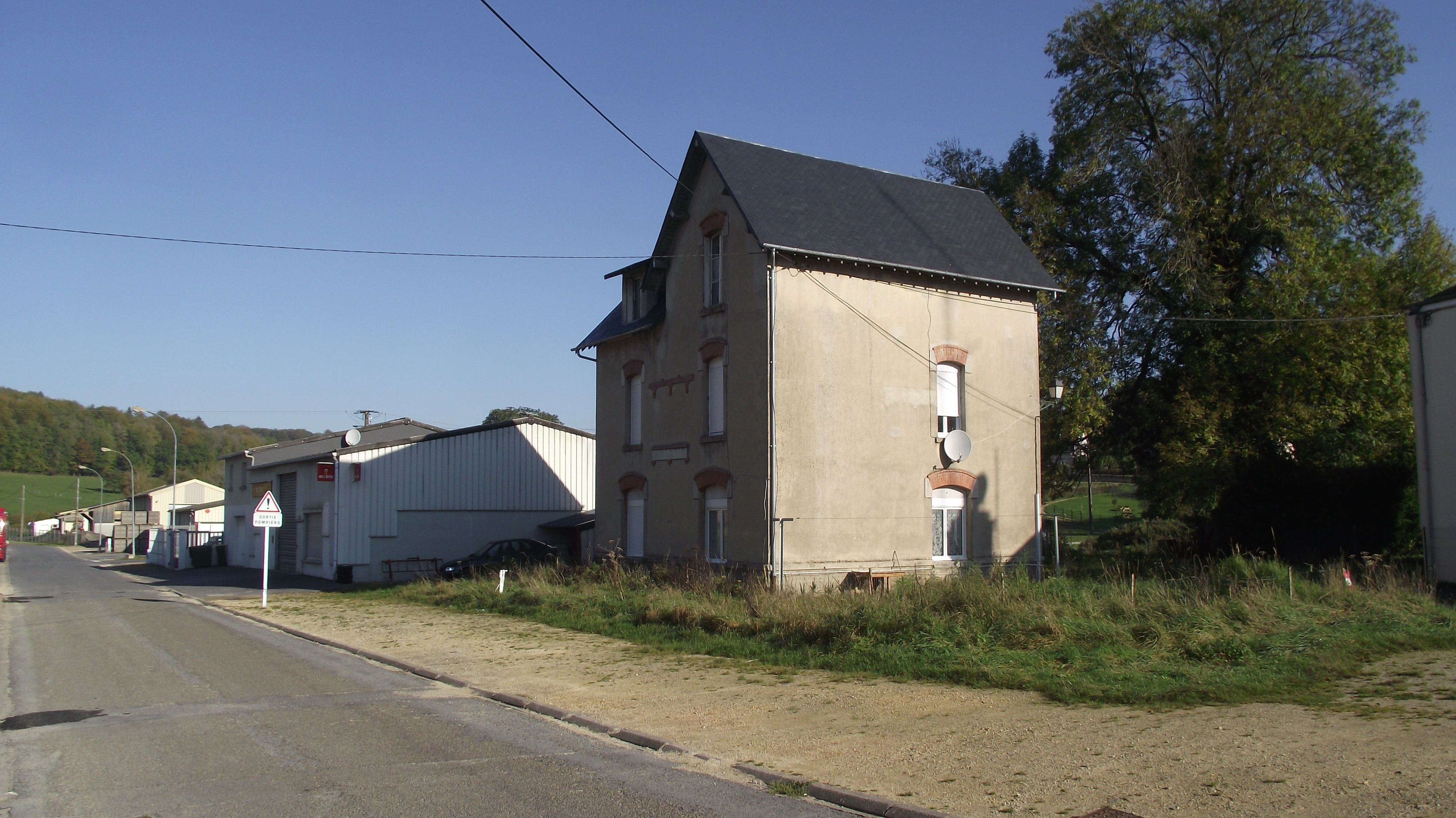
Здание вокзала
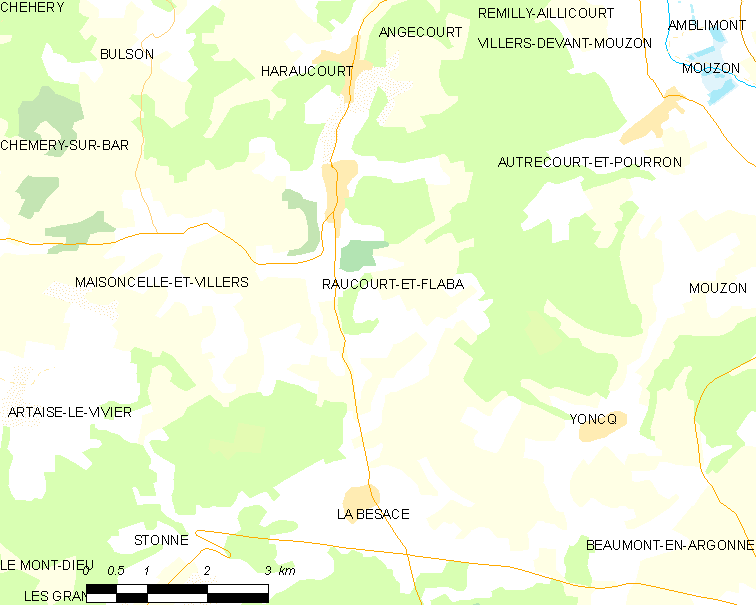
Карта коммуны